# Taraskozaur
Taraskozaur (Tarascosaurus) – teropod z grupy abelizauroidów, którego szczątki odkryto w datowanych na wczesny kampan (późna kreda) osadach Lambeau de Beausset we Francji. Jego holotyp składa się wyłącznie z niekompletnej kości udowej o długości ok. 350 mm oznaczonej jako FSL 330201. Natomiast pierwszy paratyp (FSL 330202) składa się z niekompletnego szóstego i siódmego kręgu grzbietowego, a drugi (FSL 330203) z centrum kręgu ogonowego. W muzeum Dinosauria (Espéraza, Francja) wystawiona jest jego rekonstrukcja przeżyciowa naturalnych rozmiarów. Z powodu fragmentaryczności i niediagnostyczności odnalezionych szczątków obecnie jest uważany za nomen dubium, czyli rodzaj wątpliwy. Jego nazwa pochodzi od prowansalskiego słowa tarasco określającego jeden z typów smoka z folkloru tego regionu. Początkowo opisany jako abelizaur, co zwiększałoby zasięg tej grupy o Europę. Jednak nowsze badania Carrano i Sampsona (2008) klasyfikują go jako abelizauroida (przedstawiciela grupy obejmującej abelizaury i noazaury) o niepewnej pozycji systematycznej.